# Caimanes de Tabasco

El Club Deportivo Caimanes de Tabasco fue un equipo que militó en la Primera división 'A' mexicana y en la Segunda división mexicana.

## Historia
El equipo se funda en 1993 tras la mudanza del club S.U.O.O. a la ciudad de Villahermosa, Tabasco. Fue uno de los clubes fundadores de la Primera División 'A', en su primera temporada en el circuito de ascenso descendió a la Segunda donde permanecería una temporada más hasta desaparecer en 1996.
Tras los Caimanes, han surgido otros clubes en la ciudad como lo fueron los Lagartos de Tabasco , los Guerreros, y actualmente existe un equipo que milita en la Segunda división mexicana llamado Jaguares de Tabasco. 
- Datos: Q5575011